# Shennong

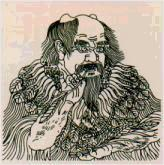
Shennong

Shennong ou Shen Nong (Shen-nung; chinês tradicional: 神農, chinês simplificado: 神农, pinyin: Shénnóng, Wade–Giles: Shen2-nung2; japonês:  Shinno, 神農; em coreano:  신농, Sinnong; em vietnamita:  Thần Nông), cujo nome significa literalmente Divino Agricultor , também conhecido como o Imperador Vermelho, foi um lendário governante e herói chinês, considerado como um dos Três SoberanosI (também conhecidos como "Três Augustos"), que viveram cerca de 5.000 anos atrás. Shen Nong supostamente ensinou aos antigos chineses não só as suas práticas de agricultura, mas também o uso de medicamentos à base de plantas.Ele foi o sucessor de Fu Xi, o primeiro Soberano, e seu reinado foi longo e próspero.
Shen Nong eventualmente viu a fusão de seu povo com os Youxiong, liderados pelo Imperador Amarelo, após ter perdido a Batalha de Banquan para essa tribo. Esse evento é considerado por muitos o início da civilização chinesa (também é correto dizer que seu início foi com o reinado de Fu Xi, cerca de um século antes).

## Religião popular
De acordo com algumas versões dos mitos sobre Shennong, ele acabou morrendo como resultado de suas pesquisas sobre as propriedades das plantas, através da experimentação em seu próprio corpo, depois, em um de seus testes, ele comeu uma flor amarela de uma erva daninha que causou a ruptura de seu intestinos antes ele tivesse tempo de beber o chá antidotal: tendo assim dado a sua vida para a humanidade, desde então, recebeu honras especiais e um culto como o Rei dos Medicamentos. O sacrifício de vacas ou bois para Shennong em suas várias manifestações, não é de todo o caso, porcos e ovelhas eram aceitáveis. Fogos de artifício e incensos também eram usados, especialmente próximo a sua estátua no dia de seu aniversário em 26 de abril, de acordo com a tradição popular. Sob os seus vários nomes, Shennong é a divindade, especialmente dos agricultores, comerciantes de arroz e praticantes da Medicina Tradicional Chinesa. Existem muitos templos e outros locais dedicados à sua adoração.

## Influência da filosofia chinesa
Mais tarde,  Shennong inspirou o Agriculturalismo uma filosofia agrarianista chinesa que defendia uma utopia de comunismo e igualitarismo camponês. acreditavam que a sociedade chinesa deveria ser modelada a partir do sábio e rei Shennong, um herói popular que foi retratado na literatura chinesa como "um trabalhador dos campos, junto a todos os outros, e que consultava a todos os outros, sobre qualquer decisão que precisasse ser tomada"